# Capronia pleiospora
Capronia pleiospora är en lavart som först beskrevs av Mouton, och fick sitt nu gällande namn av Pier Andrea Saccardo 1891. Capronia pleiospora ingår i släktet Capronia och familjen Herpotrichiellaceae.   Inga underarter finns listade i Catalogue of Life.